# Höhenglücksteig

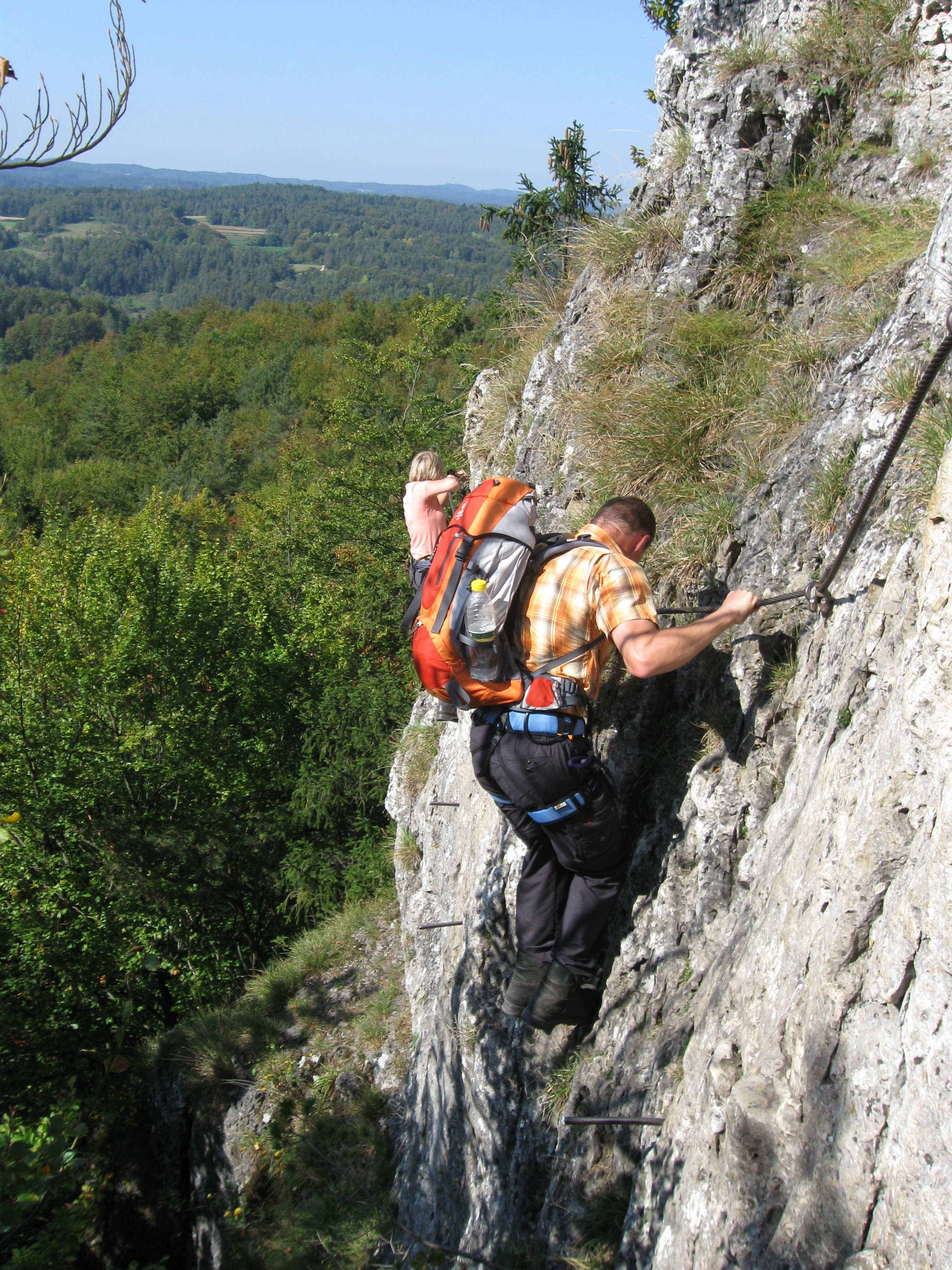
Kletterer im Höhenglücksteig

Der Höhenglücksteig ist ein Klettersteig südlich von Hirschbach im Schwarzen Brand in der Hersbrucker Alb. Es ist neben dem benachbarten Norissteig einer von zwei Klettersteigen bei Hirschbach. Der Höhenglücksteig verläuft im Gegensatz zu vielen Klettersteigen meist auf ungefähr der gleichen Höhe. Bei über einem Kilometer Länge (davon über 300 Meter mit Drahtseil gesichert) überwindet der Steig nur etwa 100 Höhenmeter.
Die Alpine Gesellschaft Höhenglück errichtete den Steig in den Jahren von 1932 bis 1937. Erneuert wurde er 1949/50 und 1972. Der Steig ist in drei Abschnitte unterteilt, der Schwierigkeitsgrad geht bis zu Stufe E, wobei sich die schwersten Stellen umgehen lassen. Der erste und zweite Abschnitt sind noch in mehrere Teilstücke unterteilt. In einigen Abschnitten ist teils hoher Kraftaufwand erforderlich, da einige Tritte bewusst weggelassen wurden. Höchster Punkt des Klettersteiges ist der Lug ins Land, eine fast 600 Meter hohe Erhebung. Unweit des Endes des Steiges steht eine nicht mehr regelmäßig besetzte Bergwachthütte der Bergwacht Nürnberg.
Am Beginn des Steiges befindet sich mit der Ferrata Bambini ein Übungsgelände für Klettersteige. Er ist ein Steig, der speziell auch für das Begehen durch Kinder gemacht wurde. Daher liegen die Schwierigkeiten bei B (mäßig schwierig). Die Anlage bietet zwei Einstiegs- bzw. Ausstiegsvarianten, davon auch eine Einstiegsvariante, deren Schwierigkeit bei C (schwierig) liegt. Der Steig ist relativ kurz, ist aber geeignet, sich auf den Höhenglücksteig vorzubereiten.
Zusätzlich gibt es linkerhand unterhalb des Einstiegs zum Höhenglücksteig den Ferrata Piccoli, der ca. 1 m über dem Boden verläuft und so als gute Übung für den Ferrata Bambini genutzt werden kann.
Gewartet wird der Höhenglücksteig von der DAV-Sektion Noris.

## Sonstiges
Am Höhenglücksteig gab es schon viele Unfälle, auch mehrere tödliche. Im September 2010 verunglückte Kurt Albert, einer der Freikletterpioniere Deutschlands, im ersten Teil des Steigs am Scharfen Eck.